# Кудрицкий, Анатолий Викторович
Анато́лий Ви́кторович Кудри́цкий (укр. Анатолій Вікторович Кудрицький; 5 сентября 1936, Киев — 17 октября 1997, Киев) — советский и украинский историк, исследователь истории Украины XX века, издатель, кандидат исторических наук (1967), Заслуженный работник культуры Украины (1996).

## Биография
Анатолий Викторович Кудрицкий родился 5 сентября 1936 года в Киеве.
В 1958 году закончил Киевский университет.
В 1958—1965 и 1976—1989 годах работал в Главной редакции Украинской Советской энциклопедии.
В 1989—1997 годах — директор издательства «Украинская энциклопедия».
Кандидатская диссертация: «Трудящиеся Советской Украины в антифашистском движении сопротивления народов Западной Европы (Франция, Бельгия, Италия) 1942—1945 гг.»
Автор, составитель и ответственный редактор ряда изданий, в частности, ответственный редактор второго 12-томного издания «Украинской советской энциклопедии» (1977—1985), трёхтомного «Украинского советского энциклопедического словаря» (1986—1987), энциклопедического справочника «Киев» (1981), энциклопедического справочника «Черниговщина» (1990), энциклопедического справочника «Полтавщина» (1992).
Похоронен на Байковом кладбище.